# Bobtail japonês
O Bobtail Japonês ou mi-kê (nome de sua variedade tricolor) é uma raça de gato originária do Japão.

## História
O Bobtail surgiu no Japão no século VII.Lá acredita-se que a variedade mi-kê traz sorte, felicidade e prosperidade.Nos templos e estabelecimentos japoneses, muitas vezes há imagens suas nas portas, dando as boas-vindas. Também é símbolo da amizade.
Um casal da raça vindo do Japão chegou aos Estados Unidos no final da década de 1960, e o mi-kê foi reconhecido por lá dois anos depois.
Na França o reconhecimento ocorreu em 1981, com o casal Sirikit (fêmea) e Aikido (macho) trazidos por Hélène Choisnard de Bangkok e dos Estados Unidos, respectivamente.

## Padrão Oficial

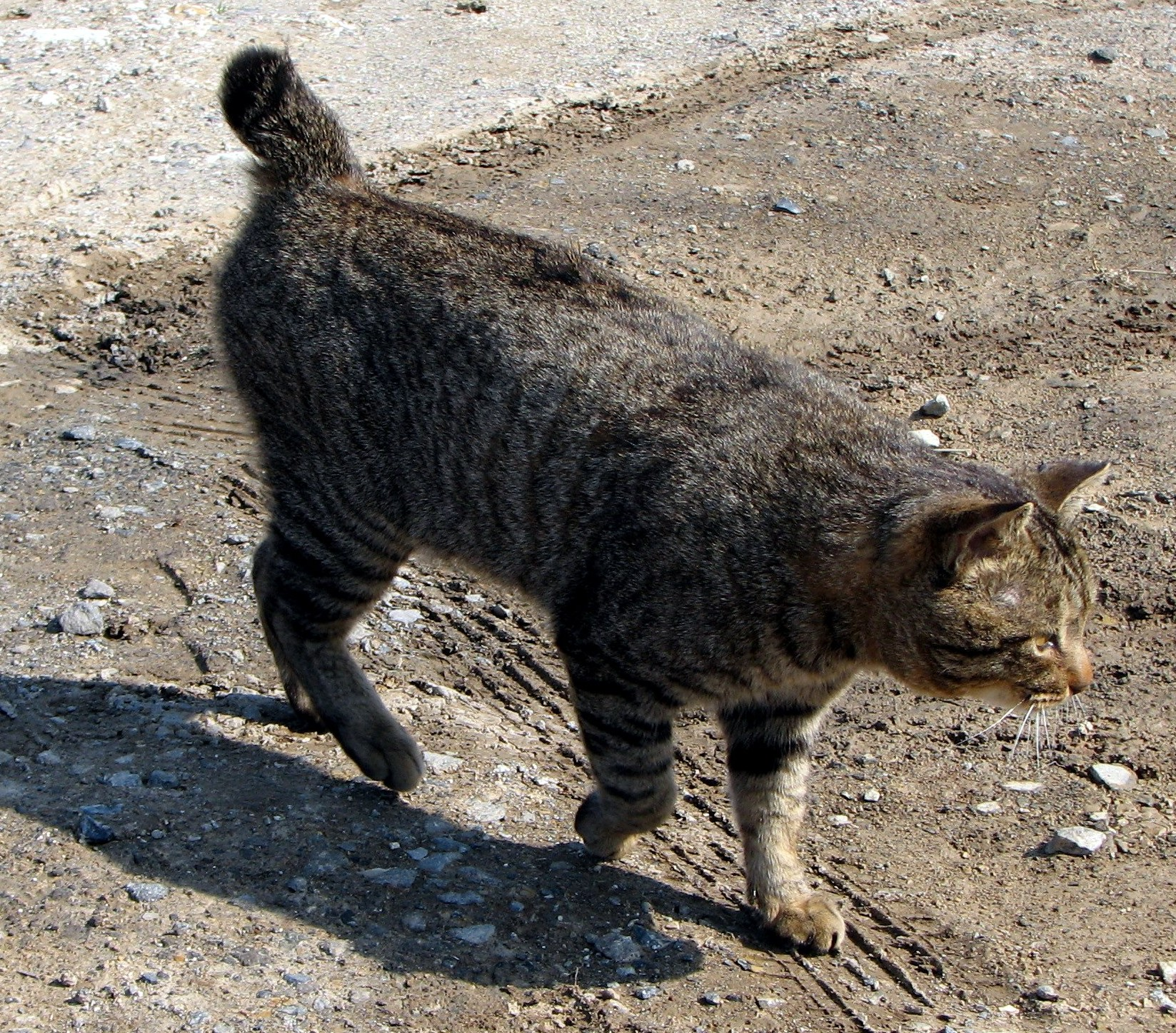
Japanese bobtail - pequena cauda

A principal característica do Bobtail é a pequena cauda (que mede entre oito e dez centímetros quando esticada).O gato a mantém curvada, o que a torna semelhante a um rabo de coelho.
É uma raça elegante, com uma boa musculatura porém esbelta.Suas pernas são esguias, sendo as posteriores maiores que as anteriores.
Seu pelo é médio e sedoso e várias cores são aceitas, com exceção às semelhantes das do Siamês ou do Abissínio.A mais apreciadas são a preta, branca e vermelha, seja nas variedades bicolor ou tricolor, ou como única cor.
• Cabeça: A cabeça deve formar um triângulo equilátero. (Não incluindo as orelhas)
• Orelhas: grandes, eretas, bem separadas, mas em ângulo reto com a cabeça e olhando com alerta.
• Focinho: Bastante amplo, não brusco.
• Olhos: grandes, redondos, em tom de oval.
• Corpo: de tamanho médio, os machos maiores que as fêmeas. Torso longo, magro e elegante, mostrando ser bem desenvolvido em força muscular. O equilíbrio também é muito importante.
• Pescoço: Não muito longo e não muito curto, em proporção ao comprimento do corpo.
• Pernas: longo, fino e alto. As pernas traseiras mais longas do que os anteriores.
• Patas: ovais.
• Dedos: cinco na frente e quatro atrás.
• Cauda: A cauda deve ser claramente visível e é composta de uma ou mais articulações curvas.
• Um bobtail japonês pode ter heterocromia, um olho de cor diferente do outro. É frequente um olho ser azul (a significar prata) e o outro amarelo (ouro).

## Temperamento

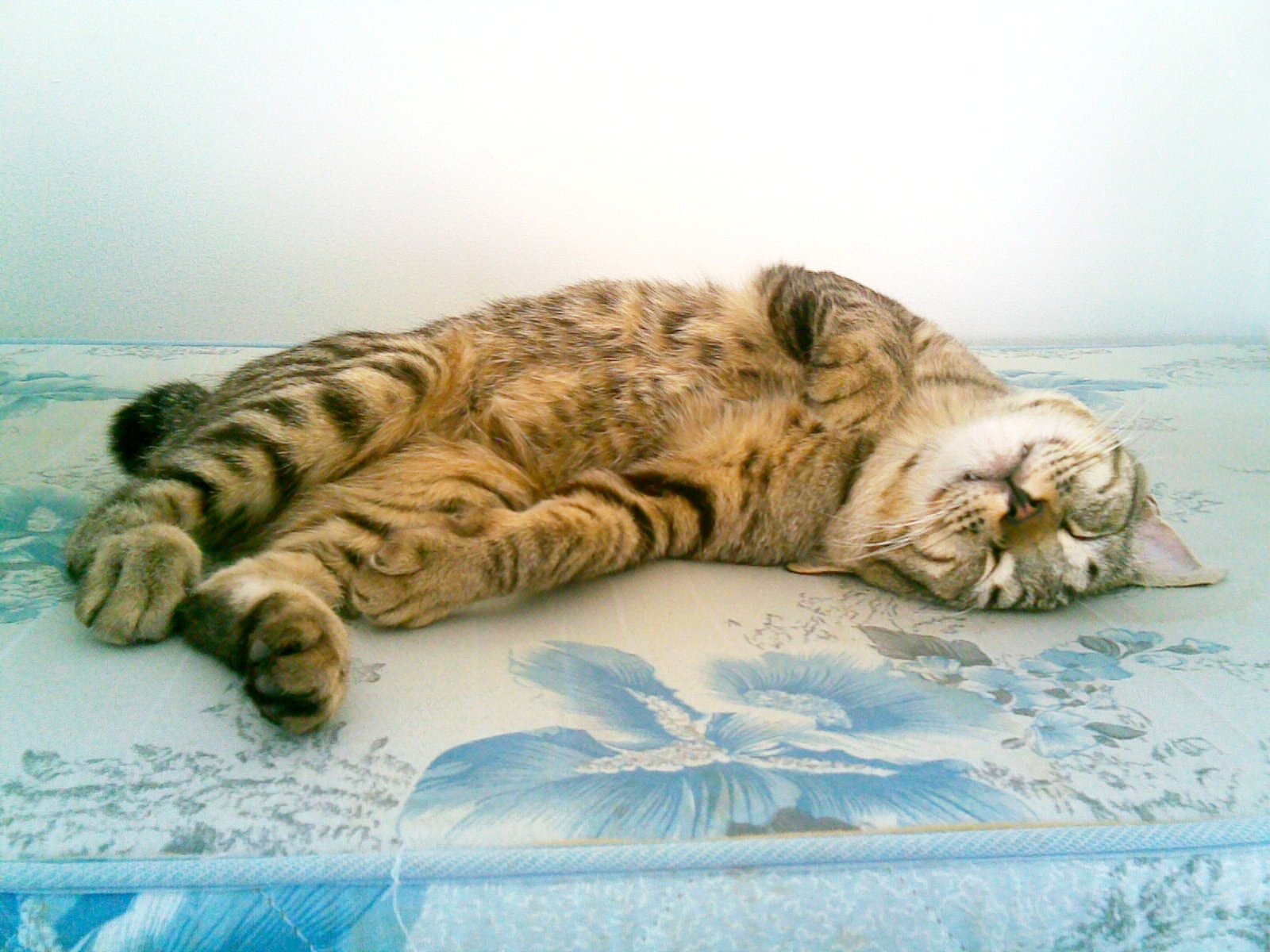
Bobtail - "Tico" dormindo sossegadamente em sua casa em São José dos Campos - SP

Tranqüilo, fiel, amigável, curioso, afetuoso e sociável, se adapta com facilidade a diversas circunstâncias.Tem um miado cantado e gosta de "conversar" com o dono.
Em média, os membros da raça são ativos, gatos inteligentes, com uma natureza humana fortemente orientada. São mais fáceis de treinar para executar truques do que a maioria das raças, e são mais dispostos a gostar de aprender atividades humanas. 
Considerados invulgarmente uma raça "falante", que muitas vezes interagem verbalmente com as pessoas. As suas vozes suaves são capazes de quase uma escala inteira de tons, que leva a uma crença popular de que pode cantar.